# Ayten Amin
Ayten Amin (in arabo آيتن أمي‎?; Alessandria d'Egitto, 1978) è una regista e produttrice cinematografica egiziana.
È conosciuta soprattutto per Tahrir (2011) e Villa 69 (2013).

## Biografia
Nata nel 1978 ad Alessandria, Ayten Amin ha studiato tra il 2004 e il 2006 presso l'Università Americana del Cairo.
Realizza il suo primo cortometraggio di finzione nel 2006 e diversi spot pubblicitari. Durante la rivoluzione egiziana del 2011, partecipa alla creazione del documentario Tahrir 2011, le bon, la brute et le politicien (en) sugli eventi politici in corso, che viene selezionato alla Mostra del Cinema di Venezia, al Festival internazionale del film di Toronto e nominato per il premio per il miglior documentario al Cinema per la Pace alla Berlinale 2012. Nello stesso anno, viene invitata al Pavillon des cinémas du monde, a Cannes, per imparare a vendere i suoi progetti di lungometraggio a potenziali produttori.
Il suo primo lungometraggio di finzione, Villa 69, esce nel 2013. La sceneggiatura è scritta in collaborazione con Muhammed El Hajj e Mahmoud Ezzat. Nel 2019, realizza 20 episodi di una serie di successo, Saabe’ Gaar ("Il settimo vicino"), una serie televisiva di 70 episodi. Nel 2020, distribuisce il suo secondo lungometraggio di finzione, Souad, che viene selezionato al Festival di Cannes 2020 (festival annullato a causa della pandemia, ma il film riceve di conseguenza il marchio "Cannes 2020") e alla Berlinale 2021.